# ۱ دی
۱ دی دویست و هفتاد و هفتمین روز سال در گاه‌شماری خورشیدی است. به پایان سال ۸۸ روز (۸۹ روز در سال کبیسه) باقی‌است.

## رویدادها
- ۱۳۴۸ - ثبت تپه اسکندری و تپه‌های اطراف آن با شماره ملی ۸۸۶ به عنوان یکی از آثار ملی ایران
- ۱۳۸۱ - سقوط پرواز شماره ۲۱۳۷ آئرومیست-خارکیف
- ۱۳۸۳ - آغاز راه‌اندازی وبگاه کلوب
- ۱۴۰۰ - سانحه متروی تهران-کرج

## زادروزها
- ۱۳۰۳ - نصرت کریمی، بازیگر و مجسمه‌ساز
- ۱۳۰۸ - محمد نوری، خواننده و آهنگساز
- ۱۳۰۹ - عبدالرحمن قاسملو، دبیرکل حزب دموکرات کردستان ایران
- ۱۳۲۵ - یوسف کلاهدوز، نظامی
- ۱۳۳۲ - امرالله احمدجو، کارگردان
- ۱۳۳۵ - هنگامه مفید، [۱] شاعر [۲][۳]
- ۱۳۳۷ - یدالله شادمانی، بازیگر
- ۱۳۴۴ - جانمحمد علی‌پور، نظامی
- ۱۳۵۰ - رامبد جوان، بازیگر، کارگردان و مجری تلویزیون
- ۱۳۵۲ - نیما بانکی، کارگردان، عکاس و بازیگر
- ۱۳۵۹ - فرزاد فتاحی، آهنگساز، خواننده و گوینده
- ۱۳۶۲ - ایمان صفا، بازیگر
- ۱۳۶۳ - مازیار زارع، فوتبالیست
- ۱۳۷۰ - توحید غلامی، فوتبالیست
- ۱۳۸۱ - یلدا آقافضلی، از کشته‌شدگان خیزش ۱۴۰۱ ایران
- ۱۳۸۲ - پارسا رضادوست، از کشته‌شدگان خیزش ۱۴۰۱ ایران

## درگذشتگان
- ۱۳۸۹ - شاپور یاسمی، کارگردان
- ۱۳۹۷ - حمیدرضا باقری درمنی، یک تاجر ملقب به سلطان قیر
- ۱۴۰۱ - عباس شیبانی، نماینده مجلس شورای اسلامی در دوره نخست مجلس شورای اسلامی ، دوره دوم مجلس شورای اسلامی ، دوره سوم مجلس شورای اسلامی ، دوره چهارم مجلس شورای اسلامی و دوره پنجم مجلس شورای اسلامی از حوزه انتخابیه تهران، ری، شمیرانات، اسلامشهر و پردیس
- ۱۴۰۲ - ناصر طهماسب، دوبلور و بازیگر

## مناسبت‌ها
- آغاز زمستان در تقویم هجری خورشیدی و ایرانی
- روز میلاد خورشید؛ جشن خرم روز، نخستین جشن دیگان[۴]